# 海軍カレー

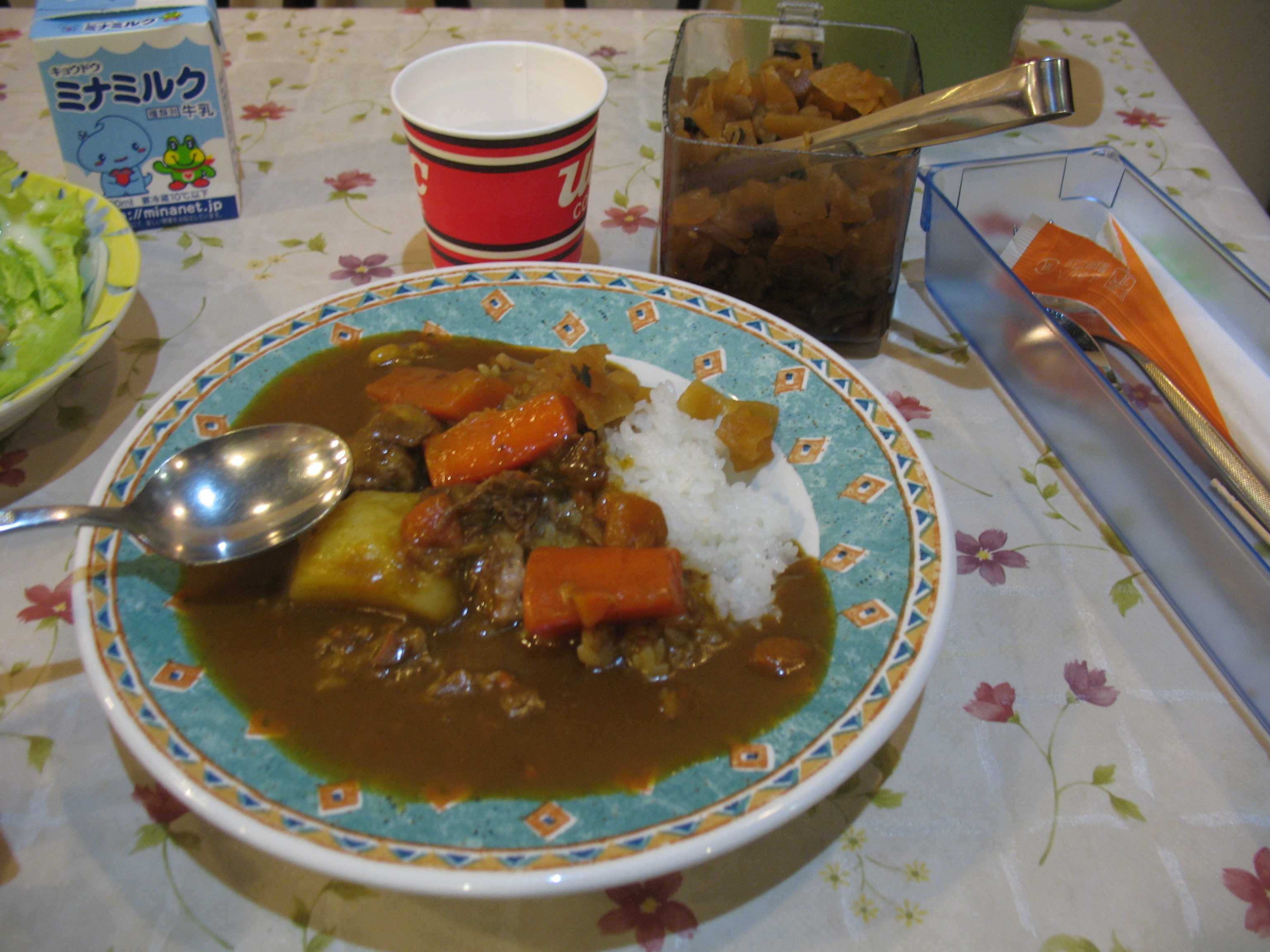
海軍カレー（横須賀ウッドアイランド）

海軍カレー（かいぐんカレー）とは、旧日本海軍の兵食に由来するカレーライスである。神奈川県横須賀市では「横須賀海軍カレー」としてご当地グルメになっている。
日本でカレーライスが普及したルーツといわれることもあるが、実際には海軍の兵食のカレーは民間のカレーの普及に比例したものであり、これが発祥というわけではない（#海軍カレー、海自カレーについての誤った伝説）。
本記事では、海上自衛隊の食事に由来する海自カレー（かいじカレー）についても述べる。

## 歴史
1884年（明治17年）に脚気対策のため海軍の給食は洋食化された。（詳細は「日本の脚気史#海軍の兵食改革」を参照のこと）。
1889年（明治22年）11月25日海軍省達第四四九号において、厨夫学術検査規格が定められ、三等厨夫の項目に、“「ライスカレイ」ノ仕方”があげられている。
1889年（明治22年）11月29日海軍省達第四五四号『五等厨夫教育規則』において、五等厨夫が学ぶ科目の1つに、“「ライスカレー」ノ仕方”があげられている。
海軍カレーがレシピとして確認できる最も古い文献は、1908年（明治41年）に舞鶴海兵団が発行した『海軍割烹術参考書』であり、チキンライスとともに「カレイライス」が掲載されている。
1918年（大正7年）に海軍教育本部から発行された『海軍五等主厨厨業教科書』には「ライスカレー」が掲載されているが、レシピは『海軍割烹術参考書』の「カレイライス」とあまり変わっていない。
1932年（昭和7年）に海軍経理学校が発行した『海軍研究調理献立集』には「浅利のカレーライス」「伊勢海老カレーライス」「チキンカレー」など様々なカレーが掲載されている。

## 海軍カレー、海自カレーについての誤った伝説
伝説の中には誤りを指摘されている事項がある。下記にその類型を示す。

### 誤り1：日本式カレーは海軍がルーツ
高森直史によると、海軍でのカレーの普及は民間でのカレーの普及に比例したものであり、「日本式のカレーは海軍がルーツ」といった説には根拠がないと述べている。同じく高森直史は、海軍の兵食にカレーが取り入れられたのは、民間でカレーが広がりかけていた昭和初期のことではないか、と推定している。
日本でもっとも古くにカレーがレシピ本に登場するのは、明治5年（1872年）に刊行された「西洋料理指南」においてであり、同じく明治5年刊行の「西洋料理通」にも、カレーライスの作り方が掲載されている。
明治6年（1873年）には陸軍幼年学校でライスカレーが供されていたことの記録がある（カレーライス#旧日本軍・自衛隊）。

### 誤り2：海自での金曜日のカレーライスは海軍からの伝統
海上自衛隊では、毎週金曜日の昼食にカレーライスを食べる慣習がある。金曜日カレーは旧海軍の伝統から来ているというのは誤りであると高森直史は指摘している。元統合幕僚会議議長であった佐久間一（海上自衛隊OB）は、水交会の機関誌「水交」平成25年（2013年）新春号において、「物事は誤って伝えられることがあります。卑近な例でありますが、海上自衛隊の金曜日の昼食の献立がカレーライスであるのは、海軍以来伝えられてきたのだという向きがありますが、それは事実と異なっております。」と述べている。

### 誤り3：週末のカレーは曜日を忘れないようにするため
「週末（金曜日または土曜日）にカレーを食べるのは、長期間の海上行動時でも曜日を忘れないため」と説明されることがあるが、誤りである。説明として面白いので誰かが言い出し、尾ひれがついて広まったものである。1960年（昭和35年）に2等海士として海上自衛隊に入隊した高森直史は、「半年間、横須賀教育隊で過ごしたが、隊食にカレーが出たのはほんの数回だったように記憶する。昭和35年（1960年）ごろの海上自衛隊のカレーとはそんなもので、その記憶からも「金曜カレー」はウソであることがわかる。」と述べている。
1977年（昭和52年）に海上自衛隊に入隊し海上幕僚長や統合幕僚長を務めた河野克俊は、「海上自衛隊ではもともと、土曜の昼食がカレーであった。土曜の午後は休みになるため昼食の調理を簡単に済ませる必要があり、カレーがその条件に合っていたからである。その後、土曜が休日になったので、土曜昼食のカレーがスライドされて金曜昼食のメニューとなった。航海中でも曜日を忘れないように金曜日または土曜日にはカレーを供したというわけではない。」という趣旨の証言をしている。
海上自衛隊で金曜日の昼食にカレーライスが供されるようになるのは1985年（昭和60年）ごろ以降のことである。海自における週休二日制が普及して、週末は土曜日ではなく金曜日という観念が定着し、訓練や日課等を加味して”金曜日の昼食はカレー”を定番料理とする艦艇部隊が増えたからである。その過程で「海上自衛隊で特定の曜日にカレーを食べるのは、長期間の海上行動時でも曜日を忘れないため」との誤った説明がなされるようになったに過ぎない。

### 誤り4：よこすか海軍カレーは日本のカレーライスのルーツ
横須賀が海軍カレーの発祥の地であるとの説は、誤りである。カレーライスの歴史に詳しい小菅桂子は、横須賀や呉に明治大正の昔から軍隊カレーの食堂があったという話は聞いたことがない、としている

## 現在の海自カレー

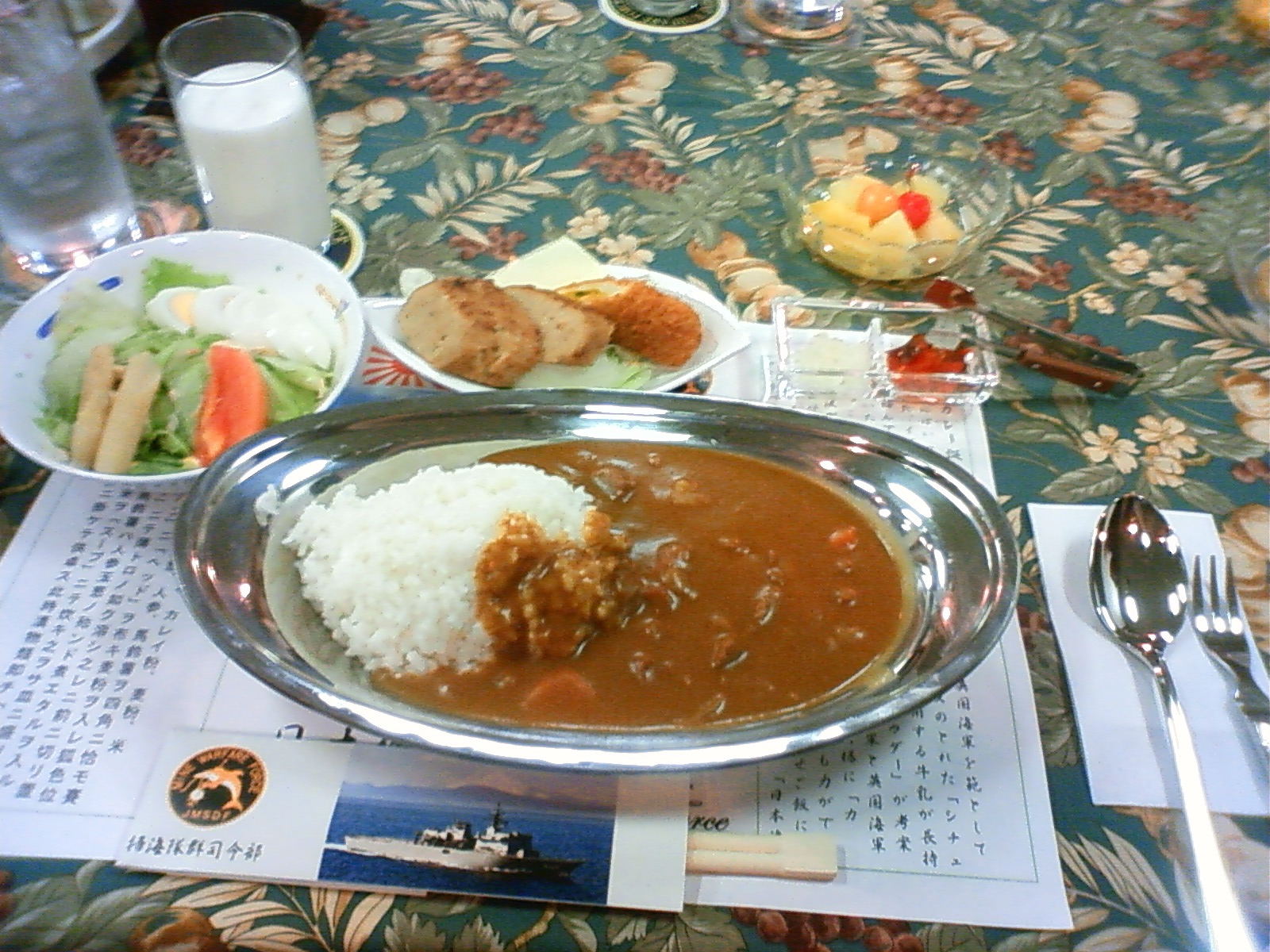
うらがの艦内食堂で提供されるカレー

海上自衛隊で食されているものは「海上自衛隊カレー」「海自カレー」とまとめて呼ばれる。各艦艇・陸上部隊ごとに独自のレシピが伝えられているため、作られるカレーは各艦艇・陸上部隊ごとに異なり、単一の味・レシピは存在しない。各艦艇・陸上部隊で独特の隠し味がある。海上自衛隊は、「海上自衛隊レシピページ」上において、各艦艇・陸上部隊のカレーのレシピをウェブサイトで公開している。
YouTubeでの「防衛省 海上自衛隊 公式チャンネル」において、旧海軍の『海軍割烹術参考書』に掲載されている「カレイライス」を現代風にアレンジ・再現した「元祖海軍カレイライス」のレシピが動画で公開されている。
護衛艦や陸上基地（航空部隊等）のイベントに合わせて、一般市民にも食べてもらう企画が、広報効果になったと考えられる。
なお、海上自衛隊にて隊員らに支給されるカレーライスは、支給対象者が厳密に定められており、支給対象外の自衛官がたとえ「味見」と称して食べることも禁止されている。実際に京都府舞鶴市の第23航空隊や青森県むつ市の大湊地方総監部などにおいて、この違反事案があったとして、懲戒処分が行われたことを2022年3月に防衛省が発表している。

## 文献に残るレシピ
印刷された日本海軍の最古のカレーレシピとして間違いないと思われるのは、明治41年（1908年）に舞鶴海兵団が発行した教科書『海軍割烹術参考書』に掲載されている「カレイライス」のレシピで、下記の通り。これは海軍が独自でつくったカレーのレシピではない。当時民間でもつくられていたようなレシピと変わりない。
材料
牛肉または鶏肉、人参、玉葱、馬鈴薯、塩、カレイ粉、小麦粉、ヘット（牛脂）、米、スープ　添え物として漬物（チャツネなど）
作り方
1. まず米を研いでおく。
2. 肉、玉葱、人参、馬鈴薯を賽の目に切る。
3. ヘットを敷いたフライパンで小麦粉を煎り、きつね色になったらカレー粉を加え、スープで薄めのとろろ汁の濃さに延ばす。
4. 2の肉野菜を炒め、3に入れて火に掛けて弱火で煮込む。馬鈴薯は玉葱・人参がほぼ煮えてから入れる。
5. 先ほどの米をスープで炊く。炊き上がったら皿に盛る。
6. 4で煮込んだものを塩で調味し、皿に盛ったごはんに掛けて供する
7. 供する際「チャツネ」などの漬物を添える。

炊飯やルー作りに使う「スープ」に関する記述がないが、牛骨やテール、鶏ガラなどをくず野菜とともに煮て、濾したもの（簡易ブイヨン）を使ったと推察される。

## よこすか海軍カレー

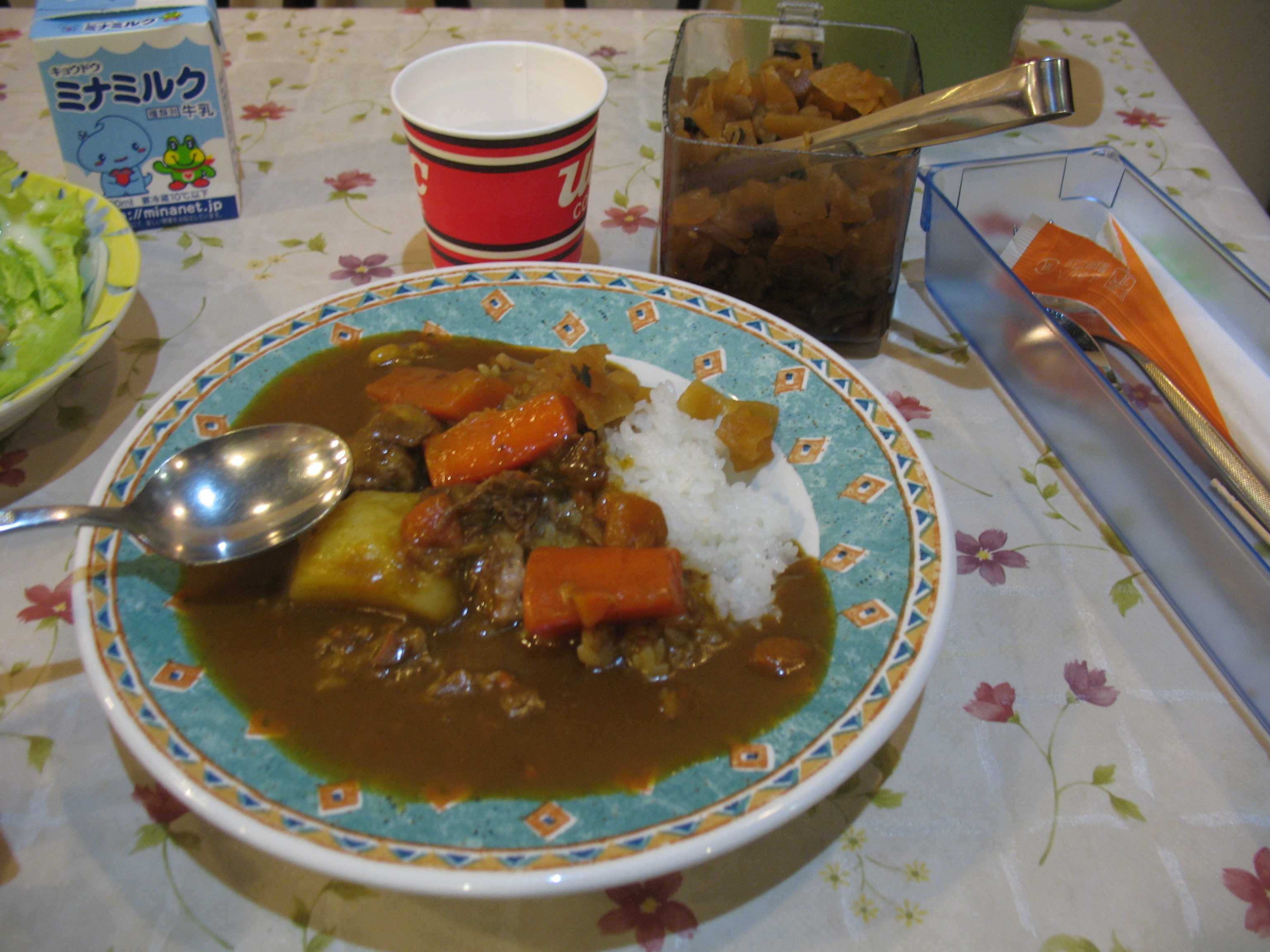
海軍カレー（横須賀ウッドアイランド）

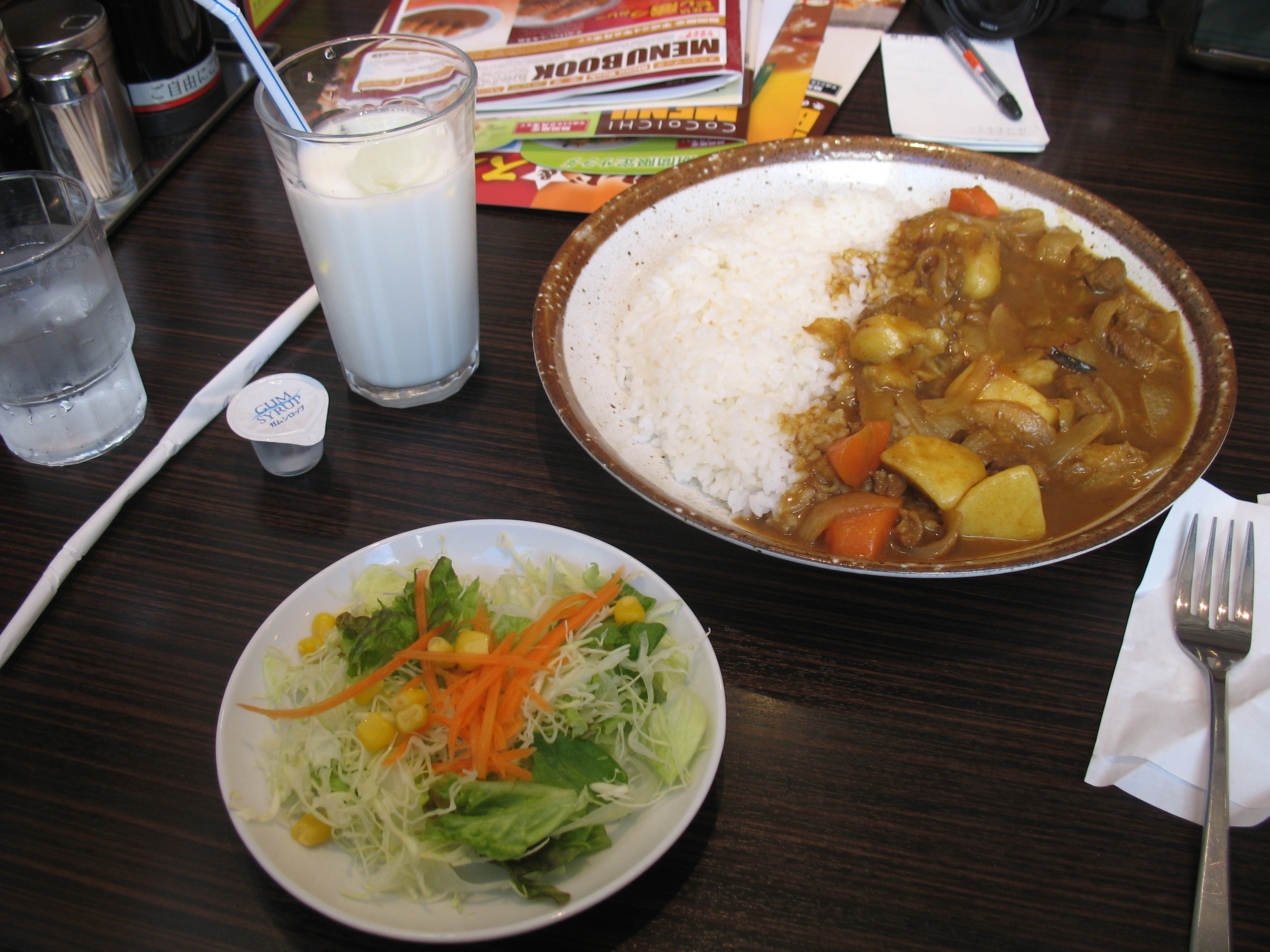
ビーフ海軍カレー（横須賀CoCo壱番屋）

かつて旧海軍の横須賀鎮守府が置かれ、現在も海上自衛隊横須賀基地が置かれている神奈川県横須賀市は、街おこしのために1999年(平成11年)5月20日「カレーの街」を宣言、カレーの街よこすか推進委員会を発足した。「よこすか海軍カレー」の名称を使用できる店舗は、海軍割烹術参考書のレシピをもとにしたよこすか海軍カレーの定義を満たしていると認定された店舗としている。キャラクター「スカレー」を起用し、「カレーの街よこすか」というウェブページを設け、京浜急行電鉄とコラボレーションしたキャンペーンを行っている。海軍カレーによる街おこしは、鎮守府が海軍カレーを採用していたことから、カレーライスは横須賀から全国に広がったと横須賀市が捉えたためである。しかし、これは史実ではない（#誤り4：よこすか海軍カレーは日本のカレーライスのルーツ）。
横須賀市以外でも、小麦粉を煎ったものを混ぜたカレー粉が市販されているので、家庭でも容易に作ることができる。よこすか海軍カレーは原則として、カレーライス・サラダ・牛乳の3点をセットで提供する。
2010年8月、『よこすか海軍カレー』のスピンアウト作品として『すこやか軍艦カレー』が横須賀市内で販売開始された。

## 大湊海自カレー
かつて旧海軍の大湊警備府が置かれ、現在は海上自衛隊の大湊地方隊が置かれている青森県むつ市でも、護衛艦で食べられているカレーをご当地グルメとして普及させようという試みが行われている。2017年2月6日に、むつ市とむつ商工会議所、大湊地方総監部との間で事業連携協定が締結された。提供されるのは市内の10店舗で、護衛艦8隻と地上2部隊のレシピが各飲食店に伝授される。3月2日には提供する店舗の抽選がむつ市内で行われ、各店舗で提供するカレーが決定した。

## 呉海自カレー
帝国海軍の呉鎮守府が置かれ、現在も海上自衛隊呉地方隊が置かれている広島県呉市では、呉市役所と呉地方隊が協力して、2015年から「呉海自カレー」が同市内の飲食店30店舗（2018年3月現在）で提供されている。呉海自カレーは、呉地方隊に所属する各艦艇・陸上部隊（以下「艦艇等」）のカレーについて、艦艇等から飲食店にレシピを伝授し、各店舗で忠実に味を再現するもの。提供されるカレー（例：「護衛艦Aカレー」「潜水艦Bカレー」）が各店舗で重複しないシステムである。
飲食店へのレシピ伝授については、艦艇等の調理員が各店舗に赴いて実地指導を行う。最終的には艦艇等の司令や艦長が各店舗が作ったカレーを食べて「忠実に再現されている」ことを認定し、司令や艦長が交代すると改めて認定をやり直すしくみ。カレーの味と接客レベルを保つため、レシピを提供した艦艇等による「抜き打ち検査」が行われている。

## 派生
- よこすか海軍カレーパン - 日本全国ご当地パン祭り第1回で優勝。